# Beleg van Steenwijk (1592)

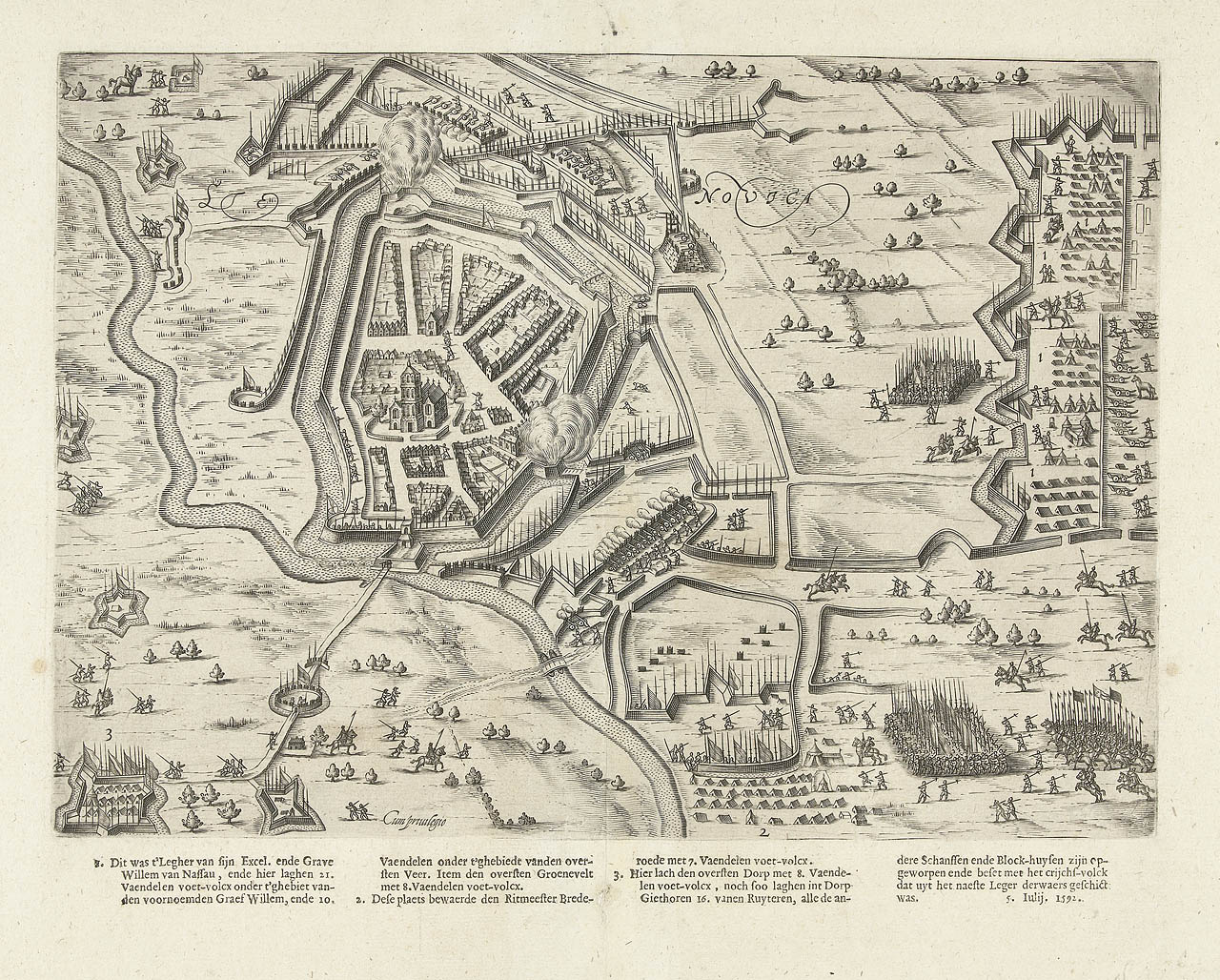
Weergave van het beleg van Steenwijk in 1592 (Bartholomeus Willemsz. Dolendo).

Het Beleg van Steenwijk is de laatste belegering van de stad Steenwijk tijdens de Tachtigjarige Oorlog. Door het veroveren van Steenwijk zou de Staatse partij een van den twee belangrijkste vervoersaders over land naar Groningen in handen krijgen. De andere ader lag bij Coevorden. Na een hevig beleg gaven de Spaansgezinde troepen zich op 5 juli 1592 over aan Maurits van Nassau, de latere prins van Oranje.

## Aanloop naar het beleg
Maurits had in het voorgaande jaar een succesvolle veldtocht uitgevoerd, waarbij hij diverse steden veroverde, waarvan Nijmegen het meest belangrijk was voor de Republiek. Tijdens deze veldtocht werd Delfzijl ingenomen, waardoor Groningen haar belangrijkste doorvoerhaven kwijtraakte. Het eerste doel na Delfzijl was in eerste instantie Steenwijk. Maurits was in 1591 al opgetrokken tot Steenwijk en de eerste stappen gezet tot het beginnen van een beleg, toen hij het bericht kreeg dat de Spaanse landvoogd Alexander Farnese de Waal overgestoken was, om de schans Knodsenburg in te nemen. Hierop trok Maurits direct naar Nijmegen, waardoor Steenwijk dat jaar niet belegerd zou worden.
In 1592 was het plan om Groningen af te snijden van Twente en begon daarom aan een belegering van Steenwijk. Dit was tegen de zin van Zeeuwse afgevaardigden in de Staten-Generaal die liever zagen dat Geertruidenberg werd belegerd of in Vlaanderen een veldtocht gehouden werd. Geertuidenberg was dat jaar een zeer reële optie, maar doordat de Staten-Generaal onderschepte brieven in handen kreeg, die de stad zond aan de vervanger van Farnese, Peter Ernst I van Mansfeld, waarin het naar meer eten vroeg, werd er besloten tot een belegering van Steenwijk. Als protest was de provincie Zeeland nalatig in het opbrengen van haar deel van het leger. Legeraanvoerder Filips van Hohenlohe-Neuenstein was eveneens tegen het plan, waarop hij reageerde met de woorden: "Het is een slechte raad geweest om het leger voor Steenwijk te brengen... men zal met spot moeten wegtrekken." Friesland was echter blij met het plan, omdat het platteland van Friesland minder te duchten had van Spaanse invallen. Daarnaast hadden de Friese Staten al sinds het opbreken van het beleg het jaar ervoor bij de Staten-Generaal er op aangedrongen om het beleg te hervatten.
In Steenwijk kwam Maurits eind mei aan met zijn leger, dat bestond uit 4000 manschappen en nog eens 1500 ruiters. Hij had de beschikking over 50 kanonnen. De stad was in de winter goed versterkt, omdat de Spanjaarden door het beleg het jaar ervoor begrepen dat Steenwijk voor de Staten-Generaal een belangrijke vesting was. Francisco Verdugo, legeraanvoerder van de Spanjaarden in het noorden van de Nederlanden, vroeg aan zijn landvoogd wel om extra troepen om de stad te beschermen, maar Brabant werd belangrijker geacht door de Peter Ernst I van Mansfeld.

## Belegering
De daadwerkelijke beschietingen begonnen op 13 juni, nadat Maurits het voorstel van Willem Lodewijk van Nassau-Dillenburg had afgewezen om approches (loopgraven) naar de stadsgracht aan te laten leggen. Er worden wel schansen aangelegd, om de troepen van Maurits zo te kunnen beschermen tegen een mogelijk ontzettingsleger. Door de beschietingen blijkt dat de kanonskogels, 29.000 in totaal die afgeschoten worden op de stad, weinig schade aanrichten in de stad, waarna er alsnog loopgraven naar de stad worden aangelegd. Nadat de loopgraven aangelegd zijn, wordt de stadsgracht gedempt en worden de Oosterbolwerk en Oeningerpoort veroverd en ondermijnd. Tijdens het beleg wordt Willem Lodewijk in de rug getroffen en Maurits in zijn kin. De stad verklaart hierop te willen onderhandelen, maar Maurits blijft doorgaan totdat de stad zich onvoorwaardelijk overgeeft. Dit gebeurt uiteindelijk op 5 juli. Antonio Coquel verklaarde achteraf dat hij niet door het geweld, maar door de schep was verslagen.
Tijdens dit beleg heeft Maurits nieuwe belegeringstechnieken gebruikt en werden geen boeren in dienst genomen om de loopgraven aan te leggen, maar deden de soldaten dit zelf. Dit was tot dan toe zeer ongebruikelijk.

## Nasleep
Door het veroveren van Steenwijk zijn de Spanjaarden afgesneden van de Zuiderzee, waardoor Staatse schepen veiliger over de binnenzee kunnen varen. Met name in Friesland is de vreugde groot van het veroveren van Steenwijk, dat door sommigen vooraf als een onneembare vesting werd gezien.
Na Steenwijk trekt Maurits met zijn leger door naar Coevorden en verovert deze stad. Hierdoor is Groningen afgesneden van Twente. Maurits slaat uiteindelijk in 1594 zijn kamp op bij Groningen, die hij eveneens verovert. Al deze belegeringen vallen in de periode die achteraf de Tien Jaren wordt genoemd. In deze periode verovert Maurits grote delen van de Nederlanden.